# Ритомочидла
Ритомочидла (пол. Rytomoczydła) — село в Польщі, у гміні Ясенець Груєцького повіту Мазовецького воєводства.
Населення — 112 осіб (2011).
У 1975-1998 роках село належало до Радомського воєводства.

## Демографія
Демографічна структура станом на 31 березня 2011 року:
|          | Загалом | Допрацездатний вік | Працездатний вік | Постпрацездатний вік |
| -------- | ------- | ------------------ | ---------------- | -------------------- |
| Чоловіки | 52      | 17                 | 31               | 4                    |
| Жінки    | 60      | 15                 | 30               | 15                   |
| Разом    | 112     | 32                 | 61               | 19                   |